# As the Bell Rings (serie televisiva singaporiana)
As the Bell Rings è una serie televisiva prodotta dal Singapore adattata dall'italiana Quelli dell'intervallo. Il nome della sit-com riprende il titolo originale della soap opera Così gira il mondo (As the World Turns).
È l'unica tra le versioni di Quelli dell'intervallo in cui i protagonisti indossano delle divise scolastiche, che consistono in camicia e cravatta. Il titolo della serie, quello nella sigla, non è altro che un'inquadratura ingrandita del titolo della versione britannica della serie.

## Personaggi
- Zac
- Lizzie
- Jamie
- Jackie
- Ying Ying
- Wee Chong
- Aziz (Farez Bin Juraimi)
- Maisy